# Aimo T. Nikolainen
Aimo Tauno Nikolainen, född 10 juli 1912 i Helsingfors, död 24 september 1995 i Esbo, var i ordning den tredje biskopen i Helsingfors stift inom Evangelisk-lutherska kyrkan i Finland. Hans episkopat varade 1972–1982.
Nikolainen verkade också bland annat som professor i exegetik vid Teologiska fakulteten vid Helsingfors universitet 1946–1972. Dekanus för fakulteten var han också en tid (1954–1969).
Sin prästvigning fick Nikolainen år 1935. Han var också med och gjorde den nya översättningen av Bibeln till finska.
Han är begravd på Sandudds begravningsplats i Helsingfors.